# Бари Имам

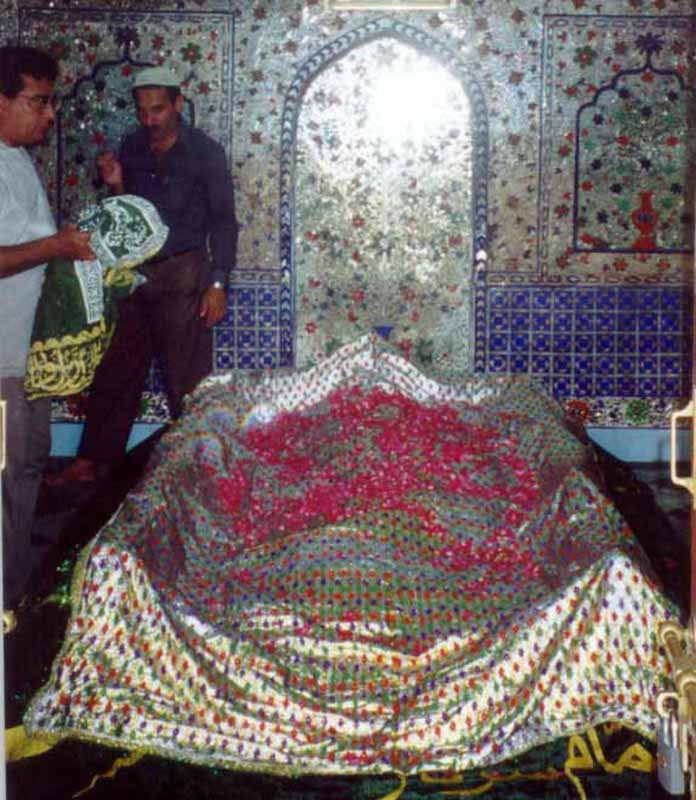
Гробница Бари Имама в Исламабаде.

Бари Имам (1617—1705, или Шах Абдул Латиф Казми) — неофициальный святой покровитель города Исламабад и региона плато Потвар.

## История
Бари Имам (1617—1705), чьё настоящее имя было Шах Абдул Латиф Казми, родившийся в 1026 году по хиджре (1617 год) в Джеламе. Его отец, Сайед Мехмуд Шах, перебрался вместе со своей семьёй из района Джелам в деревню Бахан, ныне называемой Аабпара. В то время это была бесплодная земля. Вскоре после переезда отец Бари Имама начал заниматься сельским хозяйством на ней, заведя ещё и домашний скот. Шах Латиф помогал своему отцу в выпасе животных, но в возрасте 12-ти лет он покинул его и перебрался в Нурпур Шахан под покровительство двоюродного брата со стороны его отца Шаха Чана Чараха.
Нурпур Шахан в то время было местом, наполненным ворами, грабителями и другими сомнительными людьми. Бари Имаму удалось обратить жителей этой деревни в ислам и тем самым убедить их стать законопослушными.
Из Нурпур Шахана Бари Имам перебрался в Хаур Хашти (ныне известный как Атток), считавшуюся в то время центром знаний, где он в течение 2-х лет обучался фикху, хадисам, логики, математики, медицине и другим дисциплинам.
В целях получения больших знаний об исламе и собственных духовных изысканий Бари Имам посетил множество мест, включая Кашмир, Бадахшан, Бухару, Мешхед, Багдад и Дамаск. Он не только получал там знания, но и вступал в дискуссии с представителями различных течений в исламе по разнообразным темам. Позднее он совершил хадж.
Бари Имам получил свои духовные знания от Хайата-аль-Мира (Зинда Пир). Его Пир (Суфи Ментор) присвоил ему титул Бари Имам (предводитель Земли). Бари Имам обратил тысячи индусов в ислам через свои проповеди в Нурпуре Шахане. По легенде, однажды сам могольский император Аурангзеб посетил лично Бари Имама, чтобы выразить ему своё почтение.

## Гробница Бари Имама
Могольский император Аурангзеб, стремившийся к расширению своей империи, велел построить серебристо-зеркальную гробницу Бари Имама. Она была реставрирована с того времени и сейчас находится под поддержкой правительства Пакистана. Внутрь гробницы, где хранятся останки Бари Имама, разрешается вход только мужчинам, движущихся потоком, большинство из них целуют и обсыпают лепестками роз зелёное покрывало, накрытое на могилу Бари Имама.
Ежегодно в праздник Урс (день рождения святого), поток верующих к гробнице Бари Имама, внесшего значительный вклад в распространение ислама в их регионах, резко увеличивается. Их число однажды перевалило за 1.2 миллиона человек.

## Террористический акт
В мае 2005 года во время праздника Урс произошёл террористический акт, в результате которого погибло 20 человек и было ранено около 70-ти.